# Critique de livre

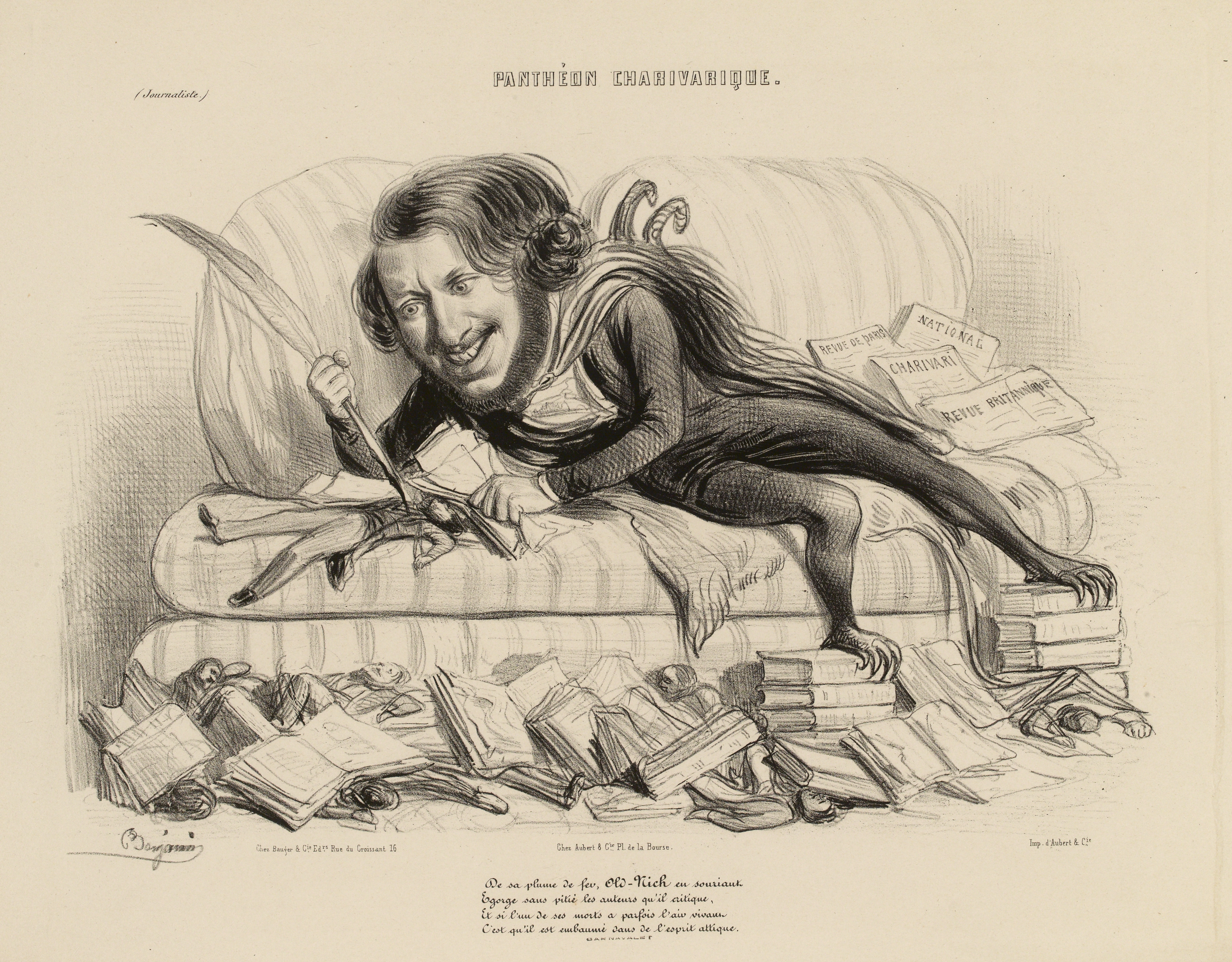
Caricature de Benjamin Roubaud, vers 1842 : Old Nick égorge sans pitié les auteurs qu'il critique.

Une critique de livre (ou recension) est une forme de critique dans laquelle un livre est analysé en fonction de son contenu, de son style et de son mérite. Elle est souvent réalisée dans des périodiques, comme travail scolaire ou en ligne. Sa longueur peut varier d'un seul paragraphe à un contenu plus substantiel.

## Lien avec la critique littéraire
Dans le cas d'une œuvre de poésie ou de fiction, ou de non-fiction dans laquelle les mérites littéraires de l'œuvre sont un élément important, une revue utilisera généralement les méthodes de la critique littéraire.
Une telle critique contient souvent des évaluations du livre sur la base des goûts personnels.
Les critiques, dans les périodiques littéraires, utilisent souvent l'occasion d'une critique de livre pour une démonstration d'apprentissage ou pour promulguer leurs propres idées sur le sujet d'une œuvre de fiction ou de non-fiction. À l'autre extrémité du spectre, certaines critiques de livres ressemblent à de simples résumés. Les examens d'œuvres non romanesques destinées à des fins pédagogiques ou informatives peuvent se concentrer plus directement sur des préoccupations telles que l'utilité pratique et la convivialité pour le lecteur.

## Recension
Les critiques de livres savants sont des vérifications des livres de recherche publiés par des chercheurs ; contrairement aux articles, les critiques de livres sont généralement sollicitées.
Les revues ont généralement un éditeur de critique de livre distinct qui détermine les nouveaux livres à réviser et par qui. Si un chercheur externe accepte la demande de révision de l'ouvrage de la critique de livre, il reçoit généralement une copie gratuite du livre de la revue en échange d'une critique en temps opportun. Les éditeurs envoient des livres aux éditeurs de critiques de livres dans l'espoir que leurs livres seront examinés. La longueur et la profondeur des critiques de livres de recherche varient beaucoup d'une revue à l'autre, tout comme l'étendue de la critique de manuels et de livres spécialisés.
On parle aussi de Recension bibliographique à propos de travaux comparant plus ou moins exhaustivement divers ouvrages ou œuvres relatives à un même sujet.